# Jugu
Jugu (nep. जुगु) – gaun wikas samiti w środkowej części Nepalu w strefie Dźanakpur w dystrykcie Dholkha. Według nepalskiego spisu powszechnego z 2001 roku liczył on 895 gospodarstw domowych i 4328 mieszkańców (2213 kobiet i 2115 mężczyzn).